# Sacco a pelo

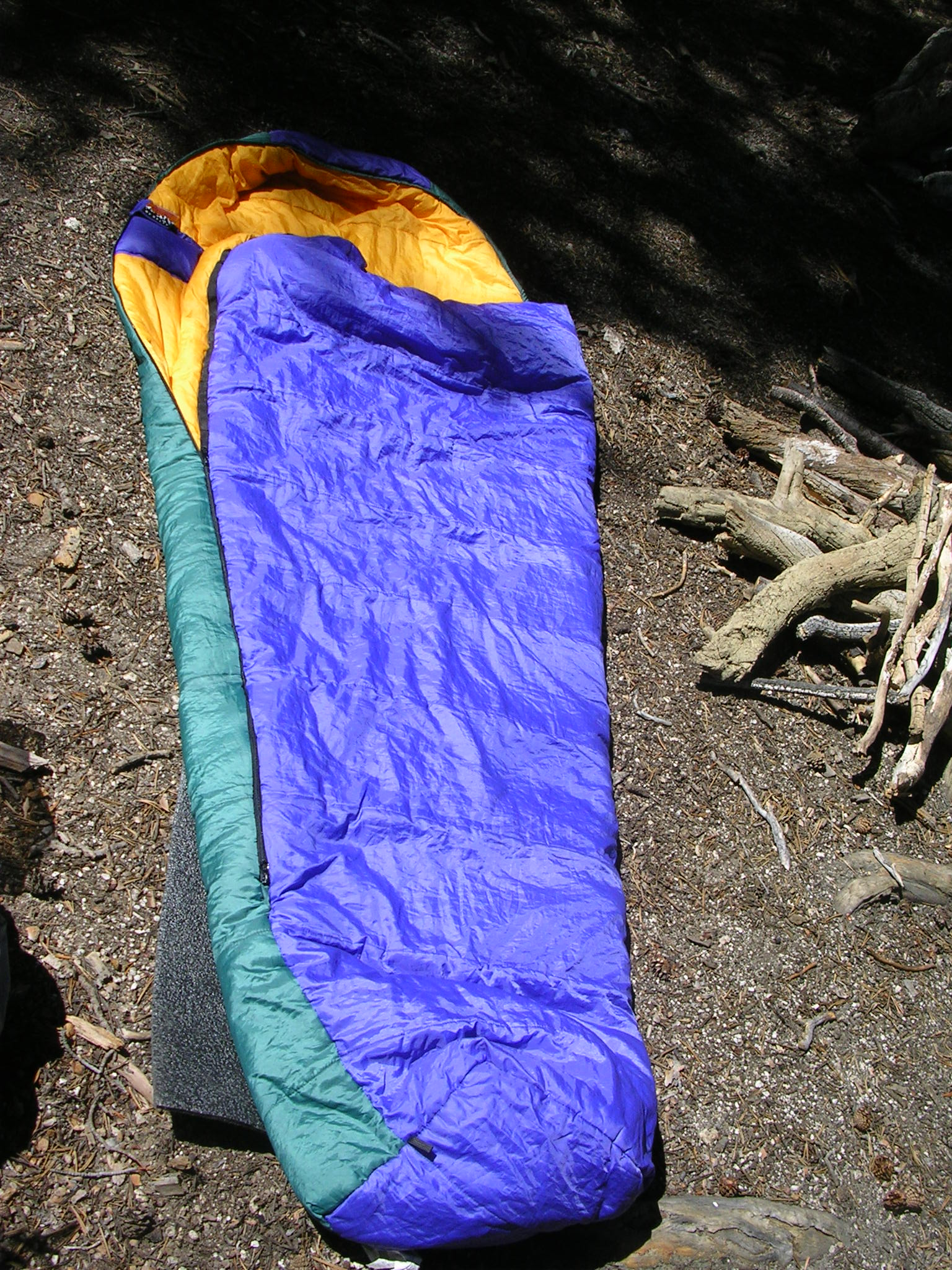
Un sacco a pelo a mummia aperto

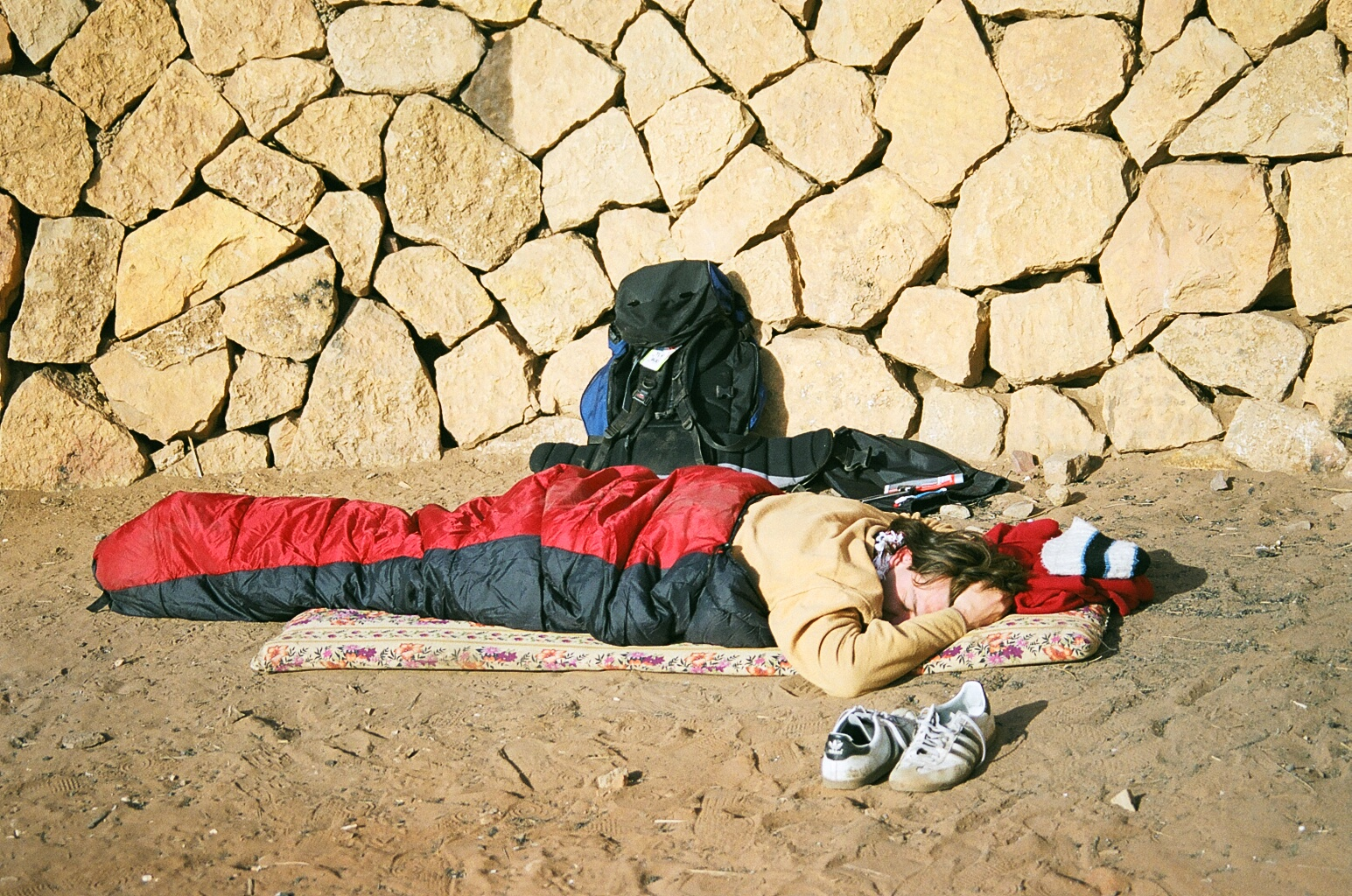
Una persona mentre dorme in un sacco a pelo.

Il sacco a pelo (anche chiamato saccoletto) è un sacco progettato per consentire ad una persona di riposare o dormire in un intervallo di temperatura confortevole: utilizzato abitualmente nei campeggi all'interno di una tenda o in un bivacco presso i rifugi alpini e solitamente coadiuvato da un materassino e da un saccolenzuolo, la sua natura lo rende adatto alla creazione di un giaciglio, nei casi in cui non sia disponibile un letto.

## Origine
Secondo una saga vichinga, il sacco a pelo fu inventato dalla figlia di Erik il Rosso, Freydís Eiríksdóttir, quando durante la notte usò una vela per riscaldarsi, in realtà usandola come una normale coperta.in che senso?

## Descrizione

### Struttura
La struttura basilare di un sacco a pelo può essere descritta come una coperta ripiegata su sé stessa e chiusa da una cerniera lampo, avvolgendo così l'occupante. Spesso è dotato anche di un cappuccio che, se chiuso del tutto sulla testa, lascia sporgere fuori solo il naso.
Il sacco è in realtà una fodera al cui interno si trova un piumino che può essere di piuma d'oca o di materiale sintetico (fibra cava), se non in altri casi di cotone o lana. A volte inoltre, il sacco a pelo è fornito di termocollare imbottito, che ha la funzione di non permettere all'aria fredda di entrare nel sacco.
Il sacco a pelo può essere di due tipi, a mummia o a coperta (anche noto come a larva); il primo ha la parte dei piedi più ristretta, più scomoda quindi nei movimenti, ma tiene più al caldo l'occupante mentre il secondo ha una forma più regolare e confortevole, sacrificando però le performance in termini di tenuta del calore.

### Temperature d'utilizzo

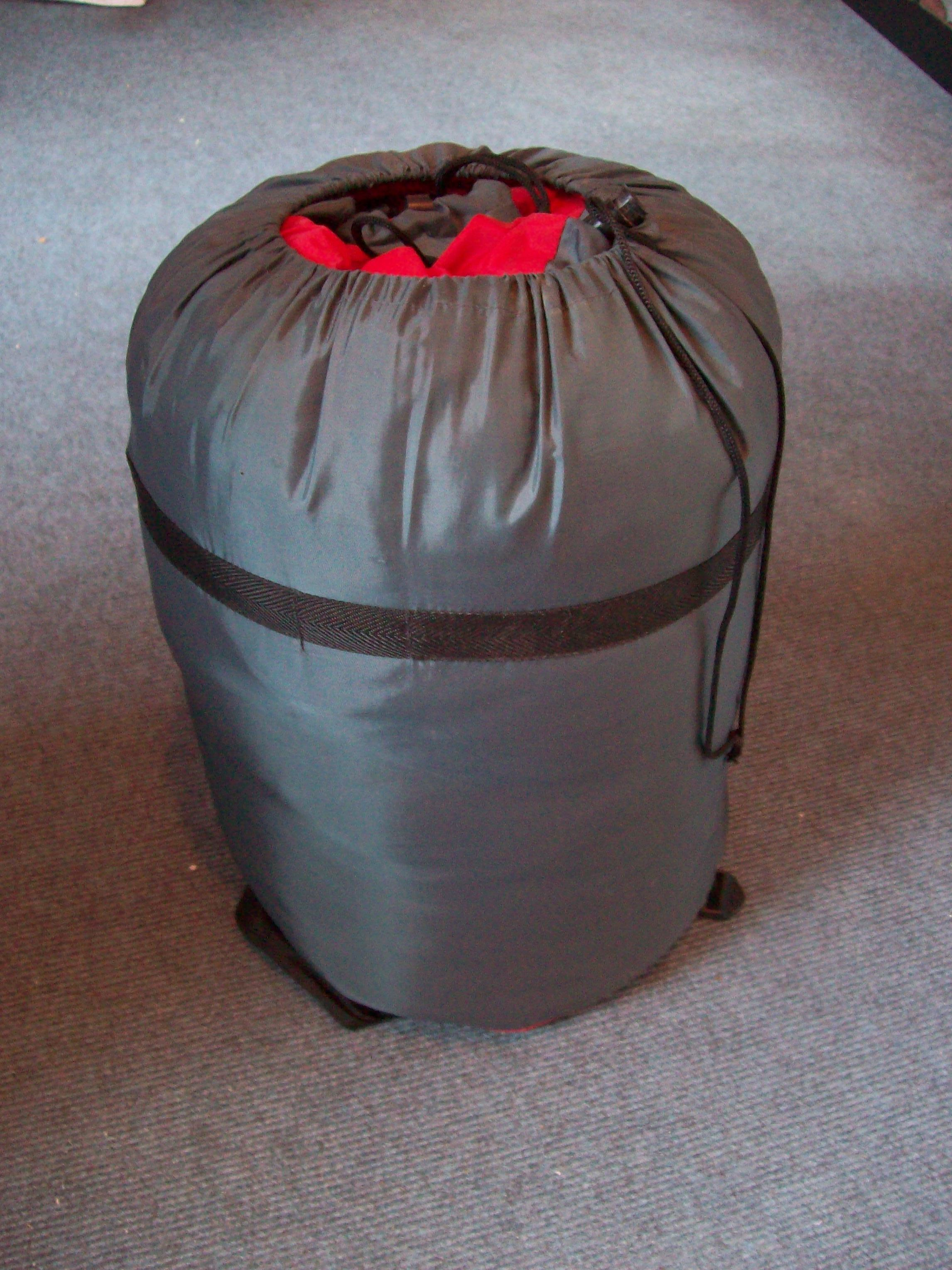
Sacco a pelo ripiegato

Un sacco a pelo consente di dormire anche all'aria aperta. Per questo motivo ogni sacco fornisce solitamente quattro temperature dettate dalla norma EN 13537:
- limite superiore: è la temperatura esterna più alta alla quale un maschio adulto standard è in grado di avere una notte di sonno confortevole senza sudare eccessivamente (a sacco a pelo aperto e braccia fuori).
- comfort rating: è la temperatura esterna più bassa alla quale una donna adulta standard è in grado di avere una notte di sonno confortevole senza interruzioni.
- limite inferiore: è la temperatura esterna più bassa alla quale un maschio adulto standard è in grado di avere una notte di sonno confortevole senza interruzioni (sono circa 5 °C in meno rispetto alla donna).
- extreme rating: è la temperatura esterna più bassa alla quale un corpo femminile standard è protetto dall'ipotermia (ma non dal congelamento delle estremità) e riesce ad avere 6 ore di sonno non confortevole e non continuativo.